# Musica ricercata
A Musica ricercata Ligeti György 11 rövid darabból álló zongoraciklusa. Egyfajta zeneszerzői tanulmány: hogyan lehet különféle redukált hangkészleteket használni? Az első tétel ugyanis csak a hangokból áll, kivéve az utolsó hangot, ami d. A második tétel első fele kétféle hangot használ, a második fele hozzávesz még egyet. A harmadik tétel hangkészlete négy hang, a negyediké öt, és így tovább a tizenegyedikig, ami a kromatikus skála mind a tizenkét hangját tartalmazza.
Az első tételek szükségszerűen parodisztikus hatásúak; később egyre természetesebbek (és egyre erősebben bartókosak – a 8. tétel tánc bolgár ritmusban, a 9. tétel „Béla Bartók in memoriam”). Lezárásképp az utolsó tétel („Omaggio a Girolamo Frescobaldi”) megint paródiaízű: a teljes hangkészletet kizárólag hosszú kromatikus tölcsérmenetekben használja.
Hat tételt (3., 5., 7., 8., 9., 10.) Ligeti átírt fúvósötösre, ez a Hat bagatell.  A 11. tétel a Ricercar zongoraátirata.